# Bloc Party
Bloc Party é uma banda britânica de rock formada em 1999 em Londres, Inglaterra.

## História
Em 1998, Kele Okereke estudava em Essex, condado no sudeste da Inglaterra, onde Russell Lissack morava. Em 1999 eles se encontraram novamente no Reading Festival e logo formaram a banda Union. O baixista Gordon Moakes se juntou a eles em resposta  um anúncio na revista New Musical Express.
A banda mudou várias vezes de nome: Superheroes of BMX, The Angel Range, Diet, e Union) até chegar ao atual Bloc Party em setembro de 2003.
Havia um teoria de que o nome fosse uma brincadeira com block party, nome dado a uma grande festa informal de vizinhança, que pode alugar uma banda local como entretenimento. A banda disse que o nome não teve a intenção de ser uma alusão ao Bloco Soviético ou o partido político canadense Bloc Québécois; a ausência do 'k' é meramente estética. Entretanto, o baixista da banda, Gordon Moakes, disse no forum do site oficial do grupo que foi mais uma junção dos "blocs" (coligações políticas, em inglês) ocidentais com os "parties" ("partidos", em inglês) orientais, no sentido político. Moakes observa que o nome não foi induzido pela política, mas sim porque "soava, parecia bem então nós [a banda] concordamos com ele."
Seguindo com muita criatividade a linha traçada nos anos 1980 por bandas como Joy Division e New Order, Bloc Party hoje é considerada uma das melhores bandas indie em atividade do mundo, com cinco CD lançados.
O segundo álbum A Weekend in the City é mais calmo que o antecessor e com letras que abordam a vida na cidade: desde drogas até homossexualidade. Em 2008 foi lançado "Intimacy". A banda fez um interregno em Outubro de 2009 para concentrarem-se em projectos paralelos. Reuniram-se em Setembro de 2011, e logo depois lançaram o seu quarto álbum, "Four". Em 2016 lançaram o álbum "Hyms".

## Formação atual
- Russell Lissack - guitarra; (1999 - )
- Justin Harris - baixo e backing-vocal (2015 - )
- Kele Okereke - vocal, guitarra; (1999 - )
- Louise Bartle - bateria. (2015 - )

### Ex-integrantes
- Matt Tong (2001 - 2013)
- David Searston
- Matt Coleman
- James Chorley
- Sarah Jones
- Gordon Moakes (2001 - 2015)

## Discografia

### Álbuns de Estúdio
- 2005 - Silent Alarm
- 2007 - A Weekend in the City
- 2008 - Intimacy
- 2012 - Four[1]
- 2016 - Hymns
- 2022 - Alpha Games